# Ernst Müller-Möhl
Ernst Müller-Möhl (* 4. Februar 1957 in Gachnang TG als Ernst Müller; † 3. Mai 2000 im Gotthardmassiv) war ein Schweizer Bankier und Investor. Er war Mitgründer von zwei Schweizer Banken sowie Autor eines Standardwerkes über Wertschriften-Optionen.

## Leben
Ernst Müller-Möhl nannte sich früher Ernst Müller und stammte mütterlicherseits von der Familie Möhl ab, welche im Kanton Thurgau eine bekannte Mosterei besitzt. Deshalb nahm er später den Geschlechtsnamen Müller-Möhl an. Er studierte Rechts- und Wirtschaftswissenschaften an der Universität St. Gallen und an der University of Chicago. In St. Gallen wurde er 1985 promoviert und trat anschliessend in die im selben Jahr von Martin Ebner gegründete BZ Bank ein. Das dazu notwendige Geld für eine Beteiligung an dieser Bank stammte zum Teil von seiner Familie und wurde zusätzlich von der Thurgauer Kantonalbank geliehen. Das fachliche Spezialgebiet von Müller-Möhl waren Optionen und Terminkontrakte (en: Futures) von Wertschriften, worüber er ein Standardwerk verfasste, welches in mehreren Auflagen erschienen ist. Er stieg zum wichtigsten Mitarbeiter von Martin Ebner auf und wandte dort seine Kenntnisse im Bereich der Optionen praktisch an, verliess jedoch 1992 die BZ Bank, wobei er seinen Aktienanteil an dieser Bank behielt. Daraufhin wurde er 1993 Mitgründer und Mitglied der Geschäftsleitung der Bank am Bellevue, welche verschiedene Beteiligungsgesellschaften betreute. Mit der A&A Actienbank in Zürich gründete er 1997 seine eigene Bank, indem er den Aktienmantel samt Büros der japanischen Yamaichi Bank (Schweiz) an der Zürcher Bahnhofstrasse übernahm. Er wollte nicht nur als Investor ertragreich investieren, sondern unternehmerisch wirken und bei den beteiligten Firmen zum Strukturwandel beitragen. Dies versuchte er durch substantielle Beteiligungen an den Firmen Ascom, COS Computer Systems, Siber Hegner (der späteren DKSH), Siegfried Holding, Arbonia-Forster und 1999 als Mitgründer und Teilhaber der Gratiszeitung 20 Minuten. zu verwirklichen.
Zu seinem Beziehungsnetzwerk gehörten neben Martin Ebner auch Uli Sigg und Jörg Wolle.

## Privat
Müller-Möhl heiratete 1997 die Wirtschaftswissenschafterin Carolina Katan. Die beiden hatten einen Sohn.
Am 3. Mai 2000 verunglückte er als Pilot eines Kleinflugzeugs im Gotthardmassiv tödlich.

## Veröffentlichungen
- Optionen und Futures – Grundlagen und Strategien für das Termingeschäft in der Schweiz, Deutschland und Österreich. Neue Zürcher Zeitung, 5. Auflage, 2002. ISBN 978-3-858238-88-7
- mit Erhard Lee, Carola Ackermann: Optionen und Futures. Schäffer-Poeschel Verlag, Stuttgart 1999. ISBN 3791012991
- Universität und Praxis: Tendenzen und Perspektiven wissenschaftlicher Verantwortung für Wirtschaft und Gesellschaft. Der Universität St. Gallen zum 100-Jahr-Jubiläum.